# Terminio
Il Terminio (1.806m) è una montagna dei monti Picentini, nell'Appennino campano, nei comuni di Volturara Irpina e Serino, in provincia di Avellino rientrante nel parco regionale Monti Picentini. Rappresenta la vetta più alta della catena montuosa dopo il monte Cervialto, quest'ultimo di soli 3 metri più alto (1.809 m).

## Geografia
La vetta raggiunge l'altitudine di 1.806 m s.l.m., risalendo la strada statale 574 inversamente, cioè da Montella, s'incontra il Passo Cruci (m. 980) e successivamente si toccano le località Fosse Giunte e Tasso e la Piana del Pizzillo fino a raggiungere la Piana di Verteglia (m. 1230) dominato a sud dal Monte Cercetano e dal Monte Savoceta. Nella piana si trovano un caseificio e un'antica chiesa trasformata nel Rifugio Principe di Piemonte, inoltre la piana è ricoperta da faggi e da pascoli estivi alimentati da risorgive come quelle di Candraloni (m. 1350), della Madonna (m. 1150), dei Cavalli, degli Uccelli e delle Acque Nere, le acque delle risorgive precipitano nei numerosi inghiottitoi come quello della Bocca del Dragone (Vedi Sotto).

## Percorsi
Dal Rifugio Principe di Piemonte si possono raggiungere, sempre seguendo la statale, la Piana delle Acque Nere ad è alimentata dall'omonimo corso d'acqua, nella vasta piana destinata principalmente al pascolo, ci sono un ricovero per i pastori e ancora un caseificio, a pochi passi si apre la Grotta dei Candraloni, un inghiottitoio dove precipitano le acque dell'omonimo ruscello.
Nella località Acqua degli Uccelli si giunge al bivio della diramazione della statale dove si raggiunge dopo circa 3.800 metri di percorso la piana di Campolaspierto (m. 1280), dove esiste un maneggio e un campo per pic-nic (esistente su tutti versanti del monte). La cosiddetta “Bocca del Dragone”, un esempio di fenomeno carsico a 670 m di altitudine, costituisce uno degli inghiottitoi che convogliano, attraverso le falde del sottosuolo, le acque meteoriche verso le sorgenti di Serino. Il panorama che si gode dalla vetta, fino al golfo di Salerno e al Vesuvio e la ricca vegetazione nelle piane, ne fanno una meta turistica per gli sport invernali che si svolgono su di esso.

## Sport invernali
Il Monte Terminio è stato sede della omonima stazione sciistica in attività dal 1972 al 1976 circa, costituita da una sciovia a fune alta in località Campolaspierto denominata "Santa Caterina" (mt. 1307 - 1350) realizzata dalla ditta Graffer e dotata di due piste di discesa di bassa difficoltà, per un totale di circa 1,5 km di piste. La stazione era anche dotata di un grande rifugio-ristorante, di un bar e di un nolo sci. Il terremoto del 1980 pose fine ad un'avventura mai realmente decollata